# Tommy (Album)
Tommy ist zunächst der Titel des 1969 erschienenen Konzeptalbums der britischen Rockgruppe The Who. Das Album ist die erste Rockoper der Gruppe und beschreibt die Geschichte des deaf, dumb and blind kid (tauben, stummen und blinden) Tommy Walker. Dem Musikalbum folgten die Umsetzung als Film (1975), dessen Soundtrack gesondert veröffentlicht wurde, sowie als Musical und Ballett. Tommy gilt als ein Höhepunkt im künstlerischen Schaffen der Who und insbesondere Pete Townshends, der fast alle Titel komponiert hat.

## Geschichte des Albums von 1969
Pete Townshend hatte bereits um das Jahr 1966 erste Ideen für ein Konzeptalbum entwickelt, die eigentliche Arbeit an Tommy begann jedoch für The Who am 19. September 1968 mit den ersten Studioaufnahmen. Townshend hatte – wie so häufig – im Vorfeld bereits in seinem Heimstudio Demoversionen der Titel angefertigt, so dass die Gruppe eine genaue Vorstellung davon hatte, wie sich die fertigen Songs anhören sollten.
Bevor der Titel Tommy ausgewählt wurde, standen noch andere Titel zur Diskussion, wie etwa Deaf, Dumb and Blind Boy, Amazing Journey und Brain Opera.
Während der Aufnahmen für Tommy stand die Gruppe wegen finanzieller Schwierigkeiten besonders unter Erfolgsdruck. Es war geplant, das Album rechtzeitig zum Weihnachtsgeschäft 1968 zu veröffentlichen, doch die Aufnahmen kamen nur schleppend voran: Zum einen sollte die Story weiter entwickelt werden und Townshend hatte neues Material zu komponieren, zum anderen musste die Gruppe die Studioarbeiten unterbrechen. Von Montag bis Donnerstag wurde an Tommy gearbeitet, doch an den Wochenenden wurden Konzerte gegeben – um Geld zu verdienen und neues Material live zu testen.
Zunächst schien es so, als könne die Arbeit in den Londoner IBC Studios in zwei Monaten beendet werden. Es dauerte allerdings bis zum 7. März 1969, bevor die letzten Abmischungen fertig waren. Man hätte gern weitere Aufnahmen gemacht, doch ließ dass der Zeitdruck nicht zu.
Erheblichen Anteil am Erfolg des Albums hatten Produzent Kit Lambert und Aufnahmeingenieur Damon Lyon-Shaw, der eng mit Townshend zusammenarbeitete.
Am 23. Mai 1969 wurde Tommy schließlich als Doppel-LP von Track Records in Großbritannien veröffentlicht. Es erreichte Platz 2 der Hitparade. In den USA erschien das Album bereits am 17. Mai 1969 und erreichte Platz 4 der Hitparade. Der Erstauflage war ein farbiges Poster beigelegt.
Im Jahr 2003 erschien eine von Pete Townshend remasterte und neu abgemischte Fassung des Albums als SACD-Deluxe Edition. Sie enthält neben einer Stereofassung auch eine 5.1-Surround-Abmischung sowie bis dato unveröffentlichtes Material aus den Aufnahmesessions. Mit der Deluxe Edition von Live at Leeds wurde 2001 eine frühe Live-Version von Tommy veröffentlicht, wie sie auch auf dem Isle of Wight Konzert 1969 und 1970 gespielt wurde.

## Inhalt
Tommy ist die Geschichte von Tommy Walker, der in seiner Kindheit taub, stumm und blind wird, als er zufällig mitansieht, wie der aus dem Krieg heimgekehrte Vater den Geliebten der Mutter totschlägt (im Film liegt der Fall umgekehrt: getötet wird dort der Vater). Tommy lebt isoliert in seiner eigenen Welt (Amazing Journey). Weitere verstörende Erlebnisse kommen hinzu, wie die Misshandlung durch Verwandte (Cousin Kevin, Fiddle About) oder obskure Heilversuche (Acid Queen). Tommy entdeckt sein Talent für das Spielen an Flipperautomaten und wird umjubelter Weltmeister (Pinball Wizard). Schließlich kann er geheilt werden, da er nach dem Zerbrechen seines Spiegelbildes vollständig wahrzunehmen und zu sprechen vermag (Smash the Mirror, Sensation). Diese „Wunderheilung“ lässt ihn zu einem Messias werden (Sensation, Miracle Cure), der zahlreiche Anhänger um sich schart (Sally Simpson). Als Tommy jedoch ihre Erwartungen nicht erfüllt, weil er sich der Kommerzialisierung seiner Botschaft widersetzt, lassen seine Anhänger ihn fallen (We’re Not Gonna Take It).

## Hintergrund
Das Werk Tommy ist beeinflusst von den Lehren des indischen Mystikers Meher Baba, dessen Anhänger Pete Townshend ist.
In der Dokumentation The Who – Sensation: The Story of Tommy aus dem Jahr 2014 erzählt Pete Townshend, dass Teile der Geschichte auf seinen Jugenderfahrungen mit Kindesmissbrauch und Mobbing basieren. Die Stücke Cousin Kevin und Fiddle About, die diese Themen behandeln, wurden deshalb von John Entwistle geschrieben, da sie für Townshend zu persönlich waren.

## Titelliste
Alle Lieder, außer bei anders vermerkten, wurden von Pete Townshend verfasst.
| Seite 1 1. Overture – 3:50 2. It’s a Boy – 2:07 3. 1921 – 3:14 4. Amazing Journey – 3:25 5. Sparks – 3:45 6. Eyesight for the Blind (The Hawker) (Sonny Boy Williamson II.) a – 2:15 Seite 2 1. Christmas – 4:34 2. Cousin Kevin (John Entwhistle) b – 4:03 3. The Acid Queen – 3:31 4. Underture – 9:55 | Seite 3 1. Do You Think It’s Alright? – 0:24 2. Fiddle About (John Entwhistle) b – 1:26 3. Pinball Wizard – 3:50 4. There’s a Doctor – 0:25 5. Go to the Mirror! – 3:50 6. Tommy Can You Hear Me? – 1:35 7. Smash the Mirror – 1:20 8. Sensation – 2:32 Seite 4 1. Miracle Cure – 0:10 2. Sally Simpson – 4:10 3. I’m Free – 2:40 4. Welcome – 4:30 5. Tommy’s Holiday Camp (Keith Moon) – 0:57 6. We’re Not Gonna Take It / See Me, Feel Me – 6:45 |

Die Platte 1 enthält Seite 1 und 4, Platte 2 die Seiten 2 und 3, um den Einsatz in Plattenwechslern zu ermöglichen.

## Tommy – Die orchestrale Version
Im November 1972 erschien die orchestrale Version von Tommy. Das London Symphony Orchestra spielte dabei zusammen mit einer Reihe von Gastsolisten. Am 9. Dezember 1972 wurde die Lou-Reizner-Produktion im Londoner Rainbow Theatre zweimal live aufgeführt, um das Album zu promoten.
Auf dem Album werden die Charaktere von folgenden Sängern dargestellt:
- Narrator – Pete Townshend
- Nurse – Sandy Denny
- Lover – Graham Bell
- Father – Steve Winwood
- Mother – Maggie Bell
- Hawker – Richie Havens
- Acid Queen – Merry Clayton
- Tommy – Roger Daltrey
- Cousin Kevin – John Entwistle
- Uncle Ernie – Ringo Starr
- Local Lad – Rod Stewart
- Doctor – Richard Harris

## Tommy – Der Film
Am 18. März 1975 kam die filmische Umsetzung der Geschichte um Tommy Walker in die Kinos. Regie führte Ken Russell. Der Film war mit Stars der Rockmusik und des Films besetzt, so spielte Tina Turner die Acid Queen, Elton John war der Local Lad und Jack Nicholson verkörperte den Doktor. Ferner sah man Eric Clapton als Prediger. Die Hauptrolle des Tommy verkörperte der The-Who-Sänger Roger Daltrey, der hier erstmals als Darsteller in einem Kinofilm mitwirkte.
Inhaltliche Unterschiede zum Album von 1969: Für den Film wurde die Geschichte zunächst in die Zeit des Zweiten Weltkriegs und dessen Folgezeit verlegt. Da Tommys Vater als im Krieg verschollen gilt, freundet sich die Mutter mit Frank Hobbs an. Als der Vater dann doch aus dem Krieg heimkehrt, wird er von Frank erschlagen. Änderungen des Handlungsablaufs ergeben sich daraus, dass die Reihenfolge der Stücke zum Teil umgestellt wurde; so erfährt Tommy seine Befreiung nun unmittelbar im Anschluss an das Zerbrechen des Spiegels (I’m Free). In dem optisch beeindruckenden Schlussteil geht Tommy, nachdem seine gegen ihn aggressiv gewordenen Anhänger ihn verlassen und seine Mutter und seinen Stiefvater umgebracht haben, alleine seinen Weg: Er besteigt einen Berg und tritt vor die Sonne hin. Mit diesem Bild des erleuchteten Tommy endet der Film. Damit schließt sich der Kreis zum Anfang, wo der Vater als Schatten vor der aufgehenden Sonne zu sehen ist, bis eine Fanfare die Handlung einläutet.
Der Soundtrack zu dem Film wurde ebenfalls, wie einst das Originalalbum von The Who, ein großer Erfolg. Positive Erwähnung erhielt unter anderem Pinball Wizard in der Version von Elton John, der damit einen seiner vielen Hits landen konnte.

## The Who’s Tommy – Das Musical
Bereits Mitte der 1970er Jahre hatte es in Großbritannien Versuche gegeben, Tommy auf die Musicalbühne zu bringen. Diese Versuche blieben allerdings erfolglos.
Im Sommer 1992 hatte Townshend gemeinsam mit dem bekannten Broadway-Autor, -Regisseur und -Produzenten Des McAnuff am La Jolla Playhouse in La Jolla eine Bühnenversion erarbeitet. Die Story wurde gestrafft und in eine zusammenhängendere Form gebracht. Townshend komponierte außerdem eigens für die Musicalfassung einen neuen Song: I Believe My Own Eyes. Nachdem das Stück mit großem Erfolg in der „Provinz“ gelaufen war, wagte man den Schritt nach New York.
Am 22. April 1993 hatte The Who’s Tommy am New Yorker Broadway im St. James Theatre seine Premiere. Man hatte noch kleine Verbesserungen vorgenommen und die Broadwayversion hatte 14 zusätzliche Schauspieler und doppelt so viele Musiker wie die San Diegoer Version. Für die Umsetzung des Stücks sorgte auch hier Des McAnuff. Das Stück lief äußerst erfolgreich und erhielt hervorragende Kritiken. Am 17. Juni 1995 fiel nach 899 Aufführungen der letzte Vorhang für Tommy am Broadway.
In Großbritannien lief das Musical vom 5. März 1996 bis zum 8. Februar 1997 im Shaftesbury Theatre in London. In der Londoner Fassung spielte Kim Wilde die Rolle der Mrs. Walker.
Seine Deutschland-Premiere in englischer Sprache mit dem Broadway-Hauptdarsteller Michael Cerveris erlebte das Musical am 28. April 1995 im Offenbacher Musical-Theater Capitol. Dort ist es bis zum 16. Juni 1996 aufgeführt worden. Die letzte Show war die erste konzertante Musical-Aufführung unter freiem Himmel (Benefiz-Veranstaltung zur Gründung der „Tommy Hall“, einer Turnhalle für Behinderte in Offenbach).
2005 veranstaltete die niederländische Produktionsfirma TMG eine Tommy-Tour-Version mit Jon Conver in der Hauptrolle und einer New Yorker Cast in Zusammenarbeit mit Big League Theatricals. Die Veranstaltungen fanden über einen Zeitraum von sechs Monaten in den Niederlanden und Belgien statt. Als einziger Europäer der Produktion wirkte damals der Gitarrist Peter Autschbach mit, der auch schon in der Offenbacher Tommy-Version zu hören war.
Das Werk galt aufgrund seiner poetischen und bildreichen Texte lange Zeit als unübersetzbar. Nach einer englischsprachigen Produktion in Offenbach am Main unter der musikalischen Leitung von Tom Schlüter wurde eine deutsche Fassung erstellt. Die deutschsprachige Erstaufführung in der Übersetzung von Anthony Gebler fand im Jahr 1999 am Stadttheater Lübeck statt. Für die Neuproduktion am Musiktheater Linz unter der Regie von Gil Mehmert mit Premiere am 24. April 2015 übersetzte Sabine Ruflair das Werk neu.
Am 12. November 2011 erfuhr das Musical eine weitere englischsprachige Inszenierung in Deutschland am The English Theatre in Frankfurt am Main. Diese Version weicht im Handlungsfaden erheblich von der Original-Broadway-Inszenierung von Des McAnuff ab. Regie führte Ryan McBride, die musikalische Leitung unterlag Thomas Lorey. Tommy wurde hier von Leo Miles gespielt.
Auszeichnungen
Das Musical Tommy wurde 1993 mit fünf Tony Awards ausgezeichnet, und zwar in den Kategorien Best Original Score (Pete Townshend), Best Direction of a Musical (Des McAnuff), Best Choreography (Wayne Cilento), Best Scenic Design (John Arnone), Best Lighting Design (Chris Parry).

## Kommerzieller Erfolg

### Chartplatzierungen
| ChartsChartplatzierungen       | Höchstplatzierung | Wochen |
| ------------------------------ | ----------------- | ------ |
| Deutschland (GfK)              | 50 (6 Wo.)        | 6      |
| Vereinigte Staaten (Billboard) | 4 (126 Wo.)       | 126    |
| Vereinigtes Königreich (OCC)   | 2 (9 Wo.)         | 9      |

### Auszeichnungen für Musikverkäufe
Das Album bekam weltweit dreimal Gold und zweimal Platin für über 2,2 Millionen verkaufte Einheiten verliehen. Quellenzufolge soll es sich über 20 Millionen Mal verkauft haben, womit es nicht nur The Whos meistverkaufte Veröffentlichung ist, sondern auch zu den weltweit meistverkauften Musikalben zählt. Es ist das weltweit meistverkaufte Album im Bereich der Rockoper.
| Land/Region                  | Auszeichnungen für Musikverkäufe (Land/Region, Auszeichnung, Verkäufe) | Verkäufe  |
| ---------------------------- | ---------------------------------------------------------------------- | --------- |
| Frankreich (SNEP)            | Gold                                                                   | 100.000   |
| Italien (FIMI)               | Gold                                                                   | 25.000    |
| Vereinigte Staaten (RIAA)    | 2× Platin                                                              | 2.000.000 |
| Vereinigtes Königreich (BPI) | Gold                                                                   | 100.000   |
| Insgesamt                    | 3× Gold · 2× Platin ·                                                  | 2.225.000 |